# Tennis de table aux Jeux olympiques d'été de 2020
Navigation
Rio de Janeiro 2016 Paris 2024
Les épreuves de tennis de table aux Jeux olympiques d'été de 2020 devaient initialement se dérouler au Tokyo Metropolitan Gymnasium de Sendagaya, près de Tokyo au Japon, du 25 juillet au 7 août 2020, et ont été reportées du 24 juillet au 6 août 2021. Il s'agit de la 9e apparition du tennis de table aux Jeux olympiques.

## Organisation

### Désignation du pays hôte
Le 23 mai 2012, le Comité international olympique sélectionne trois villes candidates, qui sont les trois villes ayant demandé à organiser les Jeux olympiques. Il s'agit d'Istanbul, Madrid et Tokyo.
Le 7 septembre 2013, lors de la 125e session du CIO à Buenos Aires, les membres du Comité élisent Tokyo lors du second tour du scrutin, avec 60 voix sur 96 votants.

### Calendrier
Tous les événements ont lieu lors de trois sessions par jour, une le matin, une l'après-midi et une le soir.
| TP | Tours préliminaires | ⅛ | 1/8e de finale | ¼ | Quarts de finale | ½ | Demi-finales | F | Finale |

| Date →                | 24 | 24  | 24  | 25 | 25 | 25 | 26 | 26 | 26 | 27 | 27 | 27 | 28 | 28 | 28 | 29 | 29 | 29 | 30 | 31 | 1 | 1 | 1 | 2 | 2 | 2 | 3 | 3 | 3 | 4 | 4 | 4 | 5 | 5 | 6 | 6 |
| Épreuve ↓             | M  | A   | S   | M  | A  | S  | M  | A  | S  | M  | A  | S  | M  | A  | S  | M  | A  | S  | S  | -  | M | A | S | M | A | S | M | A | S | M | A | S | A | S | A | S |
| --------------------- | -- | --- | --- | -- | -- | -- | -- | -- | -- | -- | -- | -- | -- | -- | -- | -- | -- | -- | -- | -- | - | - | - | - | - | - | - | - | - | - | - | - | - | - | - | - |
| Simple messieurs      | TP | 1er | 1er |    | 2e |    | 2e | 3e |    | 3e | ⅛  | ⅛  | ¼  | ¼  | ¼  |    | ½  |    | F  |    |   |   |   |   |   |   |   |   |   |   |   |   |   |   |   |   |
| Simple dames          | TP | 1er | 1er |    | 2e |    | 2e | 3e |    | 3e | ⅛  | ⅛  | ¼  | ¼  |    | ½  |    | F  |    |    |   |   |   |   |   |   |   |   |   |   |   |   |   |   |   |   |
| Par équipes messieurs |    |     |     |    |    |    |    |    |    |    |    |    |    |    |    |    |    |    |    |    | ⅛ | ⅛ | ⅛ | ⅛ | ¼ | ¼ | ¼ | ¼ |   |   | ½ | ½ |   |   | F | F |
| Par équipes femmes    |    |     |     |    |    |    |    |    |    |    |    |    |    |    |    |    |    |    |    |    | ⅛ | ⅛ | ⅛ | ⅛ | ¼ | ¼ | ¼ | ¼ | ½ | ½ |   |   | F | F |   |   |
| Double mixte          | ⅛  |     |     | ¼  |    | ½  |    |    | F  |    |    |    |    |    |    |    |    |    |    |    |   |   |   |   |   |   |   |   |   |   |   |   |   |   |   |   |

## Médaillés
| Épreuves     | Or                                     | Argent                                                   | Bronze                                                |
| ------------ | -------------------------------------- | -------------------------------------------------------- | ----------------------------------------------------- |
| Hommes       |                                        |                                                          |                                                       |
| Simple       | Ma Long (CHN)                          | Fan Zhendong (CHN)                                       | Dimitrij Ovtcharov (GER)                              |
| Par équipes  | Chine Fan Zhendong Ma Long Xu Xin      | Allemagne Dimitrij Ovtcharov Patrick Franziska Timo Boll | Japon Jun Mizutani Koki Niwa Tomokazu Harimoto        |
| Femmes       |                                        |                                                          |                                                       |
| Simple       | Chen Meng (CHN)                        | Sun Yingsha (CHN)                                        | Mima Ito (JPN)                                        |
| Par équipes  | Chine Chen Meng Sun Yingsha Wang Manyu | Japon Mima Ito Kasumi Ishikawa Miu Hirano                | Hong Kong Doo Hoi Kem Lee Ho Ching Minnie Soo Wai Yam |
| Mixte        |                                        |                                                          |                                                       |
| Double mixte | Japon Jun Mizutani Mima Ito            | Chine Xu Xin Liu Shiwen                                  | Taipei chinois Lin Yun-ju Cheng I-ching               |

## Tableau des médailles
- Pays organisateur ( Japon)

| Rang  | Nation         | Or | Argent | Bronze | Total |
| ----- | -------------- | -- | ------ | ------ | ----- |
| 1     | Chine          | 4  | 3      | 0      | 7     |
| 2     | Japon          | 1  | 1      | 2      | 4     |
| 3     | Allemagne      | 0  | 1      | 1      | 2     |
| 4     | Hong Kong      | 0  | 0      | 1      | 1     |
| 4     | Taipei chinois | 0  | 0      | 1      | 1     |
| Total | Total          | 5  | 5      | 5      | 15    |